# D-Star One
D-Star One ist eine Serie von experimentellen Amateurfunksatelliten des Berliner Start-up-Unternehmens German Orbital Systems (GOS). Die Satelliten haben 3U-Cubesat-Format und dienen zur Erprobung eines Funkkommunikationsmoduls, das den Amateurfunkstandard D-STAR implementiert. GOS wurde 2014 gegründet, um die Technik der TUBSAT-Satellitenreihe der TU Berlin kommerziell weiterzuentwickeln und zu vermarkten. Nachdem die ersten beiden Satelliten des Unternehmens beim Start verloren gegangen waren, gelang im Juli 2019 die Inbetriebnahme der beiden Exemplare D-Star One iSat und D-Star One Sparrow.

## Satellitenstarts
Der erste Satellit der Serie hieß D-Star One; am 28. November 2017 sollte er zusammen mit einem Meteor-Wettersatelliten und weiteren Nutzlasten vom russischen Kosmodrom Wostotschny aus gestartet werden. Es handelte sich um den ersten Start einer Sojus-Rakete mit Fregat-Oberstufe von Wostotschny. Irrtümlicherweise hatte man die Fregat mit den Koordinaten des Kosmodroms Baikonur in Kasachstan programmiert; daher kam sie vom Kurs ab und erreichte keine Erdumlaufbahn. Alle Satelliten verglühten mit der Raketenstufe beim Wiedereintritt in die Erdatmosphäre.
Als Ersatz sollte am 1. Februar 2018 der Cubesat D-Star One Phoenix gestartet werden, wiederum mit einer Sojus vom Kosmodrom Wostotschny. Diesmal bestand die Hauptnutzlast aus zwei Kanopus-V-Erdbeobachtungssatelliten. Kurz nach dem Start meldete German Orbital Systems, man habe erste Funksignale von dem Satelliten empfangen. Dazu wurden Orbitaldaten mit der NORAD-Kennung 43185 genannt, die jedoch zu einem Lemur-2-Satelliten gehört. D-Star One Phoenix wurde von den Weltraumüberwachungssystemen nicht entdeckt; nach einigen Wochen erklärte GOS den Satelliten für verloren. Es wird angenommen, dass er sich nicht von der oberen Raketenstufe getrennt hatte.
Der dritte Versuch am 27. Dezember 2018 war schließlich erfolgreich. Eine Sojus-Rakete brachte von Wostotschny zwei weitere Kanopus-Satelliten zusammen mit D-Star One iSat und D-Star One Sparrow sowie weiteren Kleinsatelliten ins All. Die ersten D-Star-One-Telemetriedaten wurde am 28. Dezember 2018 von Mike Rupprecht (DK3WN) veröffentlicht.
Am 5. Juli 2019 wurden D-Star-One Lightsat und D-Star-One Exoconnect gestartet, diesmal wieder mit einem Meteor-Satelliten von Wostotschny. Auf demselben Flug befanden sich zahlreiche weitere Kleinsatelliten, darunter zwei Beesats der TU Berlin, Move-IIb von der TU München und Sonate von der Universität Würzburg; außerdem der Amateurfunksatellit Jaisat-1, den GOS für die thailändischen Amateurfunkorganisation RAST gebaut hatte.

## Funktechnik
Zumindest die ersten vier D-Star-Satelliten wurden in Zusammenarbeit mit dem tschechischen Unternehmen iSky Technology entwickelt und gebaut. Sie sind mit vier identischen, paarweise redundanten „D-Star“-Funkmodulen ausgestattet, die alle im Halbduplex-Modus betrieben werden. Zwei Module werden für die Steuerung und die Telemetrie verwendet und arbeiten auf identischen Frequenzen. Beide Module können senden und empfangen. Um Informationsverlust zu vermeiden, antworten sie nacheinander. Daher wird jeder Telemetrie-Satz zweimal wiederholt. Beide Module können eine Sprachnachricht ausstrahlen, die jedoch nur während der Launch and Early Orbit Phase für eines der Module aktiviert ist. Diese Baken-Nachricht wird einmal pro Minute wiederholt. Die anderen beiden Module dienen dem Amateurfunkdienst über Satelliten. Beide Module nutzen die gleichen Frequenzen, das heißt ein Modul ist ausgeschaltet, solange das andere funktioniert. Auch hier wird der Halbduplex-Modus angewendet. Die Module sind so konfiguriert, dass sie als Repeater arbeiten, indem sie die empfangenen Datenpakete auf der Downlink-Frequenz übertragen.

## Satellitenliste
| Satellit                                  | Start         | Start       | COSPAR-ID            | Anmerkungen                                                       |
| Satellit                                  | Datum (UTC)   | Startplatz  | COSPAR-ID            | Anmerkungen                                                       |
| ----------------------------------------- | ------------- | ----------- | -------------------- | ----------------------------------------------------------------- |
| D-Star One                                | 28. Nov. 2017 | Wostotschny | –                    | Fehlschlag Die Fregat-Raketenstufe erreichte keine Erdumlaufbahn. |
| D-Star One Phoenix                        | 1. Feb. 2018  | Wostotschny | –                    | Fehlschlag Der Satellit erreichte keine eigene Erdumlaufbahn.     |
| D-Star One iSat D-Star One Sparrow        | 27. Dez. 2018 | Wostotschny | 2018-111D 2018-111F  | Erfolg                                                            |
| D-Star One Exoconnect D-Star One LightSat | 5. Juli 2019  | Wostotschny | 2019-038AA 2019-038H | Erfolg                                                            |